# Horská záchranná služba

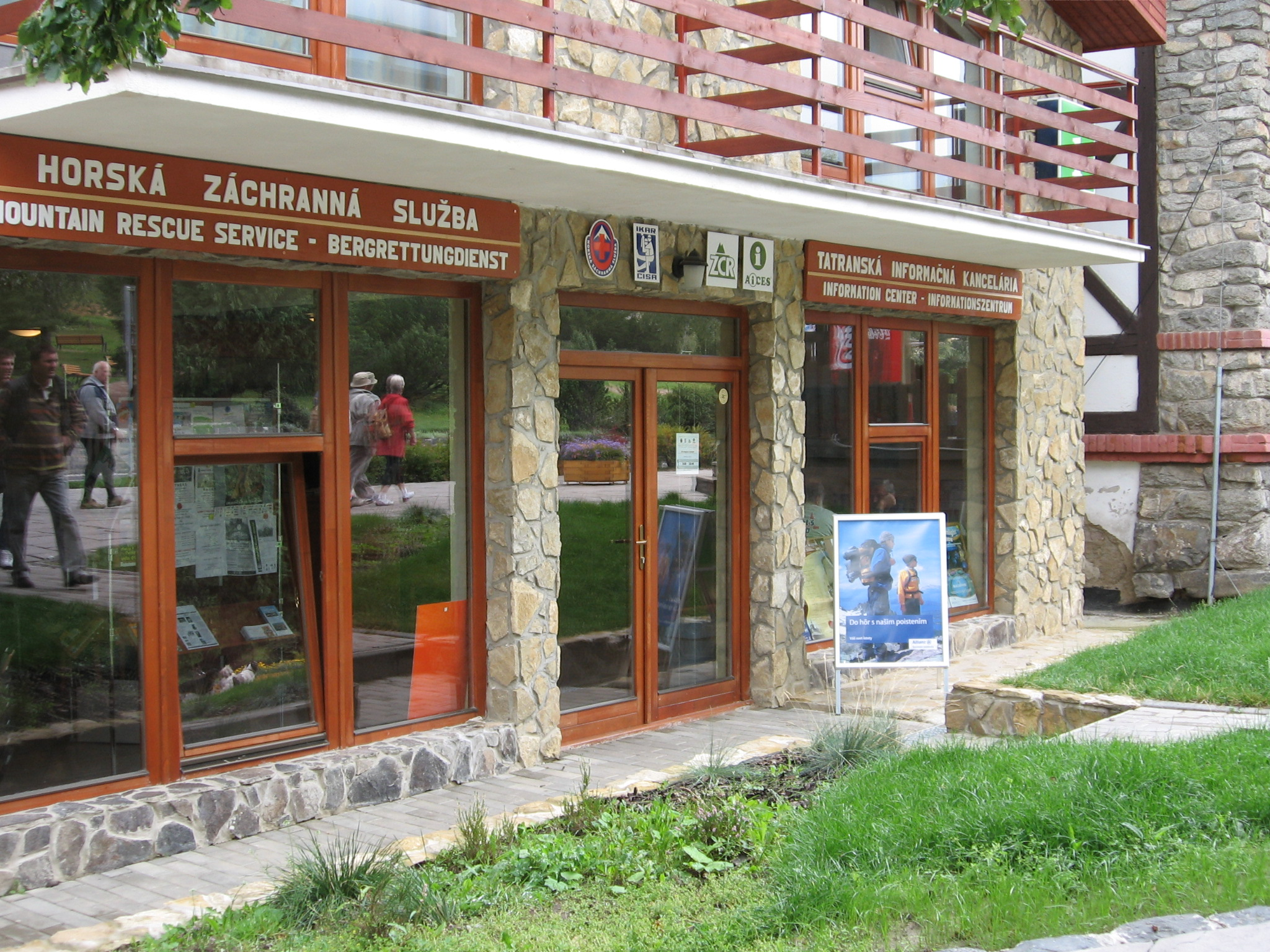
Siedziba Górskiego Pogotowia Ratunkowego w Starym Smokowcu

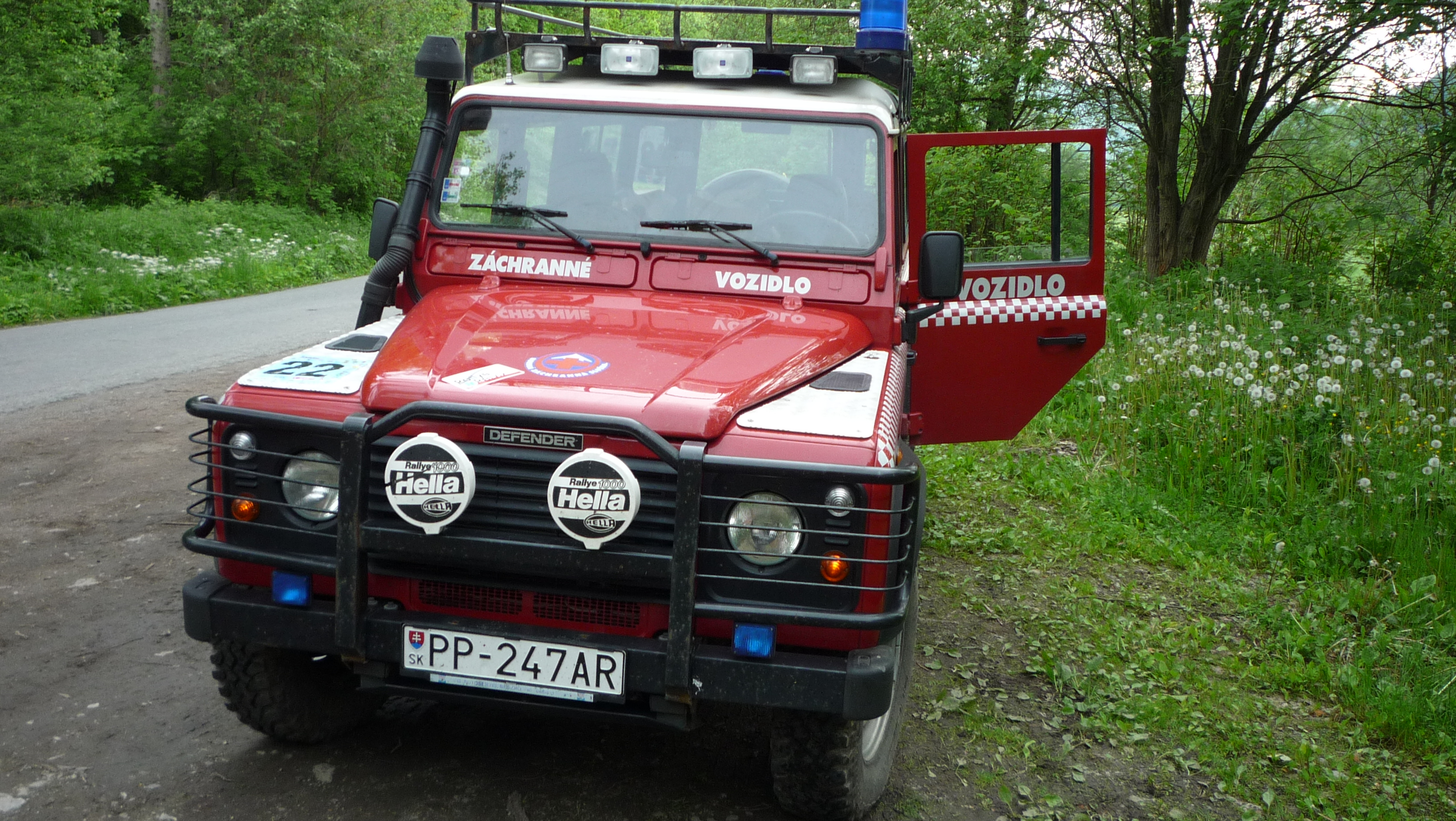
Pojazd HZS

Horská záchranná služba (ze słow. „Górskie Pogotowie Ratunkowe”, HZS) – państwowa zawodowa służba na Słowacji, zajmująca się przede wszystkim ratownictwem górskim. Członek Międzynarodowego Komitetu Ratownictwa Alpejskiego. Siedzibą Pogotowia jest Stary Smokowiec (początkowo Poprad).

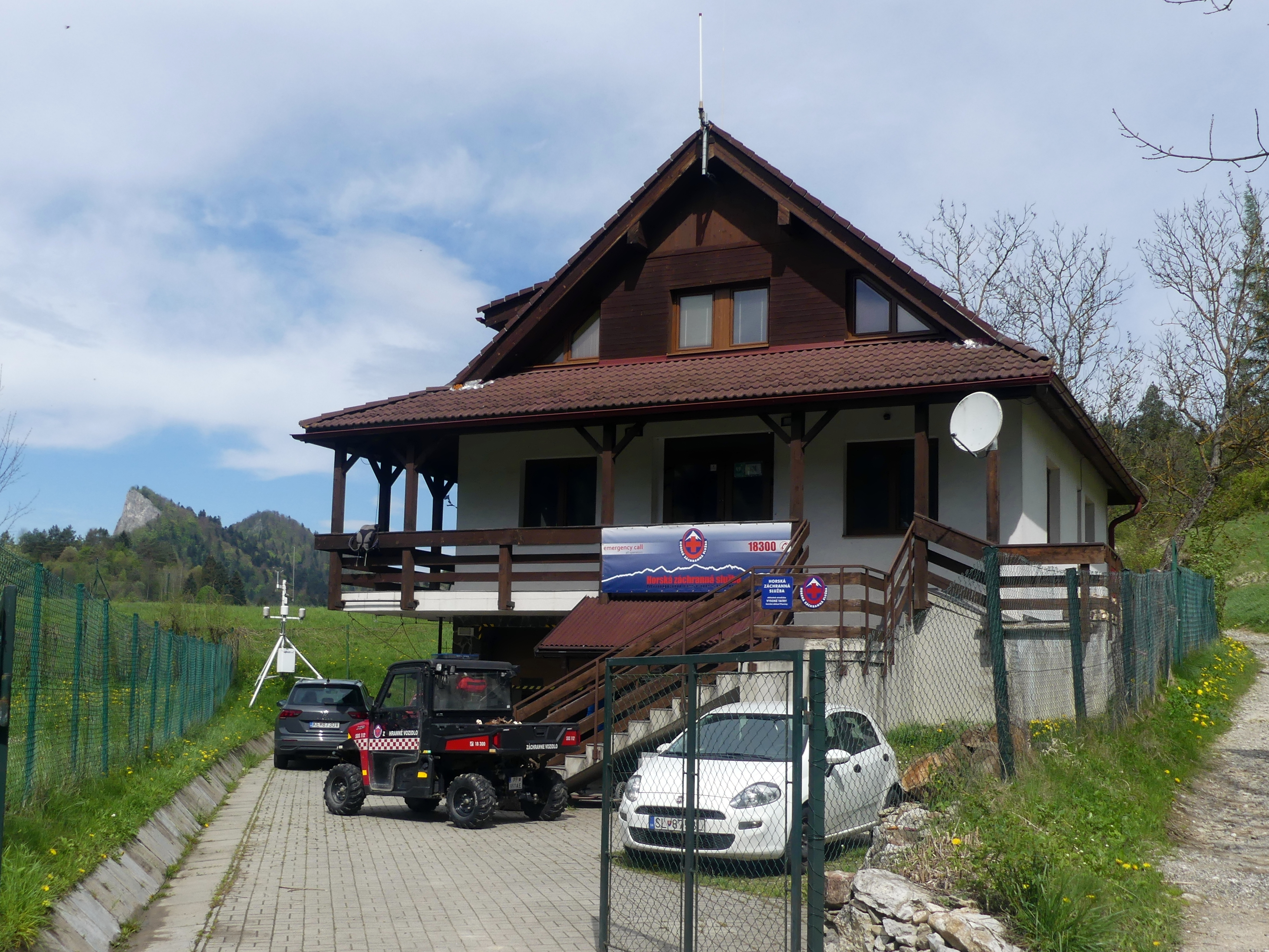
Stacja ratownicza w Lesnicy

## Historia
Historia ratownictwa górskiego na terytorium obecnej Słowacji sięga roku 1882, kiedy to Węgierskie Towarzystwo Karpackie przeprowadziło pierwsze szkolenie ratownicze dla przewodników górskich. W 1950 roku powstała profesjonalna Tatranská horská služba („Tatrzańskie Pogotowie Górskie”), którą cztery lata później włączono do nowo powstałej ogólnokrajowej Horskiej služby („Pogotowia Górskiego”). Wreszcie z początkiem 2003 roku powołano do życia Horską záchranną službę.

## Ustawa o Horskiej záchrannej službie
10 lipca 2002 roku słowacka Rada Narodowa przyjęła ustawę nr 544/2002 o Górskim Pogotowiu Ratunkowym (Zákon o Horskej záchrannej službe), przewidującą powołanie państwowej służby finansowanej z budżetu państwa, podlegającej Ministerstwu Spraw Wewnętrznych. Pogotowie to zostało włączone w krajowy system ratownictwa medycznego. Ustawa ta przenosiła także na nowo powstałą organizację własność składników majątkowych służących ratownictwu górskiemu, które dotąd przysługiwały Pogotowiu Górskiemu TANAP-u.
Ustawa weszła w życie 1 stycznia 2003 roku. Jej nowelizacja z 2006 roku wprowadziła odpłatność za akcje ratunkowe Pogotowia nawet wówczas, gdy poszkodowany nie złamał żadnej z reguł obowiązujących w górach.

## Rejon działania
Ustawa o HZS określa także teren, w którym Pogotowie powinno podejmować powierzone mu zadania. Obejmuje on:
- Beskid Żywiecki (dosłownie Stredné Beskydy[2][3]),
- Małą Fatrę,
- Niżne Tatry,
- Pieniny,
- Słowacki Raj,
- Tatry,
  - Tatry Bielskie,
  - Tatry Wysokie,
  - Tatry Zachodnie,
- Wielką Fatrę.

Do tak zakreślonego terenu zaliczyć należy nie tylko powierzchnię wymienionych gór i płaskowyżów, lecz także znajdujące się w ich obrębie jaskinie.
Dokładne granice poszczególnych stref wyznaczyło rozporządzenie Ministra Spraw Wewnętrznych z 9 października 2007 roku.

## Zadania
Zlecone ustawą zadania HZS są szersze od tych, które wykonuje choćby polskie Tatrzańskie Ochotnicze Pogotowie Ratunkowe, gdyż nie ogranicza się wyłącznie do ratownictwa górskiego. Zgodnie z paragrafem 4 ustawy do obowiązków słowackiego pogotowia należą:
- organizowanie i prowadzenia akcji ratunkowych, szczególnie wspólnie z pogotowiem ratunkowym,
- prowadzenie działalności informacyjnej związanej z bezpieczeństwem osób,
- znakowanie miejsc zagrażających bezpieczeństwu osób,
- montaż i utrzymanie ułatwień na niebezpiecznych odcinkach trasy,
- prowadzanie działań związanych z zagrożeniem lawinowym,
- udział w poszukiwaniu osób zaginionych,
- uczestnictwo – na wniosek – w ubezpieczaniu imprez sportowych i innych,
- znakowanie tras,
- zapewnienie funkcjonowania baz HZS.

## Uprawnienia ratowników HZS
Oprócz obowiązków ustawa nadaje pracownikom Pogotowia również szereg uprawnień związanych z pełnioną służbą. Wśród nich znajduje się prawo do wjazdu bez potrzeby uzyskiwania zezwolenia na tereny górskie wyłączone z normalnego ruchu drogowego, stosowanie własnego systemu alarmów, pistoletów sygnałowych, a także prawo do stosowania materiałów wybuchowych w wypadkach kontrolowanego wywoływania lawiny. Członkowie służby mogą również bezpłatnie korzystać ze znajdujących się na terenie działania kolei linowych oraz innych udogodnień technicznych, jak również w niezbędnym zakresie przekraczać granicę państwową. Ratownikom górskim przysługuje również prawo do wydawania poleceń dotyczących bezpieczeństwa oraz prawo wglądu do ksiąg spacerów i wyjść.

## Ratownicy
Aby zostać ratownikiem HZS, wymagane jest co najmniej wykształcenie średnie, przejście testów zdrowotnych oraz sprawnościowych (wspinaczka, narciarstwo, orientacja w terenie) i posiadanie prawa jazdy kategorii B. Kandydat musi także stale zamieszkiwać w pobliżu rejonu, w którym ma zamiar pełnić służbę. Kiedy przesłanki te zostaną spełnione, kandydat zobowiązuje się do ukończenia w określonym terminie szkoły średniej ochrony zdrowia na kierunku ratownik medyczny, jednocześnie deklarując, że nie był wcześniej karany (niezbędne jest przedłożenie odpisu z rejestru skazanych). Wymogi te ratownik musi spełniać przez cały okres zatrudnienia.
Podczas pracy w HZS istnieje następujący schemat ścieżki awansów:
- młodszy ratownik (mladší záchranár),
- ratownik (záchranár),
- starszy ratownik (starší záchranár),
- ratownik ekspert (záchranár expert),
- ratownik specjalista (záchranár špecialista),
- naczelnik (náčelník),
- kierownik (manažér),
- starszy kierownik (starší manažér),
- kierownik naczelny (vrchný manažér)[5].